# 170-е годы до н. э.
170-е (сто семидеся́тые) го́ды до на́шей э́ры по пролептическому юлианскому календарю — промежуток времени с 1 января 179 года до н. э. по 31 декабря 170 года до н. э., включающий с 179 по 171 годы 3-го десятилетия  и 170 год 4-го десятилетия II века 1-го тысячелетия до н. э. Им предшествовали 180-е годы до н. э., за ними следовали 160-е годы до н. э. Они закончились 2195 лет назад.

## Важнейшие события
- Китай и Степи:
  - Ок. 170 — Юэчжи окончательно разгромлены и бежали за Амударью в Бактрию, где ими основано Кушанское царство.
  - 174 — Шаньюй Лаошинь, сын Модэ.
  - 177 — Юэчжи разбиты Хунну при шаньюе Модэ.
- Рим и Македония:
  - 171 — начало Третьей Македонской войны.
  - 179 — Умер Филипп V Македонский; восшествие на престол Персея[1].

## Скончались
- 179 — Филипп V Македонский, царь Македонии.